# Rhinocricus paucartambus
Rhinocricus paucartambus är en mångfotingart som beskrevs av Kraus 1956. Rhinocricus paucartambus ingår i släktet Rhinocricus och familjen Rhinocricidae. Inga underarter finns listade i Catalogue of Life.